# Бокенем
Бокенем (нім. Bockenem) — місто в Німеччині, розташоване в землі Нижня Саксонія. Входить до складу району Гільдесгайм.
Площа — 109,04 км2. Населення становить 9666 ос. (станом на 31 грудня 2021).